# عاصم بن قيس
عاصم بن قيس بن ثابت بن النعمان بن أمية الأوسي الأنصاري صحابي جليل من قبيلة الأوس من الأنصار شهد مع النبي محمد ﷺ غزوة بدر وغزوة أحد.